# 思答笼剌万户府
思答笼剌万户府，元朝时设置的万户府，治所在今西藏自治区拉萨市林周县西北一带。 
思答笼剌万户府属于宣政院管辖的乌思藏纳里速古鲁孙等三路宣慰使司都元帅府（乌思藏宣慰司），思答笼剌万户府下辖万户一员，位置相当于乌思（前藏）。